# Ла-Масія
Ла Масія (кат. La Masia, [ɫə məˈzi.ə]) — молодіжна академія футбольного клубу «Барселона», яка налічує понад 300 молодих гравців, стала важливим фактором успіху «Барселони» в Європі.

## Історія
Будівля, в якій розташована дитяча академія, була побудована в 1702 році як ферма. Насправді, каталонське слово «масія» означає велику сільську, цегляну хату.
Футбольний клуб «Барселона» придбав цю хижу у 1953 році. Коли в 1957 році було відкрито стадіон «Камп Ноу», будівлю було перероблено та розширено для використання як соціальний штаб клубу. З поступовим розширенням клубу будівля стала надто мала для штаб-квартири, тому 20 жовтня 1979 року «Ла Масія» була перетворена в гуртожиток для молодих гравців з-за меж Барселони.
2010 рік став піком розквіту «Ла Масії». Вперше в історії відразу три перших місця в списку «Золотого м'яча» зайняли випускники однієї академії: Ліонель Мессі, Хаві Ернандес, Андрес Іньєста.
30 червня 2011 року будівля «Ла Масія» припинила розміщення молодих спортсменів. Після церемонії академія була закрита, а функцію житлового центру для молоді перейняв «Сіутат Еспортіа Жоан Гампер».
Вже після закриття «Ла Масії», 25 листопада 2012 року, академія нагадала про себе — головний тренер першої команди Тіто Віланова випустив на матч проти «Леванте» у стартовому складі 11 футболістів-випускників академії клубу: Вальдес, Монтоя, Піке, Пуйоль, Альба, Хаві, Бускетс, Фабрегас, Педро, Мессі та Іньєста